# Escura
Escura is een geslacht van netvleugelige insecten dat behoort tot de familie mierenleeuwen (Myrmeleontidae) en de onderfamilie Myrmeleontinae.

## Soorten
Het bestaat uit de volgende negen soorten:
- Escura australis
- Escura divergens
- Escura fitzroyensis
- Escura josephinae
- Escura nigrosignata
- Escura notostriata
- Escura patriciae
- Escura punctata
- Escura rhondae